# Rosane Doré Lefebvre
Pour les articles homonymes, voir Lefebvre.
Rosane Doré Lefebvre est une environnementaliste et femme politique canadienne, députée de la circonscription d'Alfred-Pellan (Québec) à la Chambre des communes du Canada de 2011 à 2015.
Elle est membre du caucus du Nouveau Parti démocratique. Elle est porte-parole adjointe de l'opposition officielle en matière de sécurité publique et siège sur le Comité permanent de la sécurité publique et nationale de la Chambre des communes.
Avant son élection, Doré Lefebvre œuvrait au sein du mouvement environnemental. Elle a reçu son baccalauréat en géographie et science politique de l’Université de Montréal.

## Biographie
Rosane Doré Lefebvre est née dans un secteur agricole de la ville de Laval au Québec, premier enfant de Sylvie Doré, une rembourreuse, et Robert Lefebvre, un entrepreneur général. Elle fréquente l'école secondaire Horizon Jeunesse et le Cégep régional de Lanaudière à Terrebonne avant d'entamer ses études en science politique et géographie à l'Université de Montréal, qui lui décerne un baccalauréat en sciences humaines en 2010.
Doré Lefebvre travaille par la suite pour le ministère du Développement durable, de l'Environnement, de la Faune et des Parcs du Québec.
Elle habite alors à Laval, dans la circonscription où elle est née et qu'elle représente, avec son conjoint, George Soule. Doré Lefebvre a rencontré Soule, un officier de presse dans le bureau du chef de l'opposition officielle, lorsqu'il l'aidait à rédiger sa première déclaration à la Chambre des communes du Canada. Ils sont ensuite parents d'une petite fille, Madeleine Soule, née le 30 avril 2013.

### Carrière politique
Lors de l'élection générale fédérale de 2011, Rosane Doré Lefebvre se présente dans sa circonscription natale d'Alfred-Pellan, dans l'est de Laval, sous la bannière du Nouveau Parti démocratique. Elle bat le candidat sortant, le bloquiste Robert Carrier, par plus de 10 500 voix.
À la suite de son élection, ses pairs néodémocrates choisissent Doré Lefebvre au poste de vice-présidente du caucus fédéral. Elle est également nommée à la présidence du comité législatif, chargée de coordonner l'analyse des projets de loi par les députés du NPD. En avril 2012, le chef du parti, Thomas Mulcair, la nomme au cabinet fantôme où elle occupe le poste de porte-parole adjointe en matière de sécurité publique.
En tant que porte-parole adjointe en matière de sécurité publique, Doré Lefebvre s'est chargée de dossiers liés à la sécurité frontalière, au réseau canadien de pénitenciers, et au traitement des femmes dans le système carcéral. Elle critique la fermeture du pénitencier Leclerc, qui se situe dans sa circonscription, ainsi que le traitement des détenues et les pratiques de sécurité frontalière inadéquates.
Son travail attire de l'attention au niveau national en 2013 lorsqu'elle lutte contre la déportation des familles Reyes-Mendes et Alvarez-Rivera, résidents d'Alfred-Pellan.
Lors de l'élection fédérale canadienne de 2015, elle est battue par le candidat libéral Angelo Iacono.

## Résultats électoraux
|       | Candidat               | Parti          | # de voix | % des voix |
|       | Pierre Lefebvre        | Conservateur   | +06 157,  | 11,22 %    |
|       | (x) Robert Carrier     | Bloc québécois | +12 504,  | 22,79 %    |
|       | Angelo G. Iacono       | Libéral        | +12 070,  | 22 %       |
|       | Rosane Doré Lefebvre   | NPD            | +23 098,  | 42,09 %    |
|       | Dylan Perceval-Maxwell | Vert           | +00798,   | 1,45 %     |
|       | Régent Millette        | Indépendant    | +00245,   | 0,45 %     |
| Total | Total                  | Total          | 54 872    | 100 %      |

|       | Candidat                        | Parti          | # de voix | % des voix |
|       | Gabriel Purcarus                | Conservateur   | +06 259,  | 11,35 %    |
|       | Daniel St-Hilaire               | Bloc québécois | +09 836,  | 17,83 %    |
|       | Angelo Iacono                   | Libéral        | +24 557,  | 44,51 %    |
|       | (sortante) Rosane Doré Lefebvre | NPD            | +13 225,  | 23,97 %    |
|       | Lynda Briguene                  | Vert           | +01 089,  | 1,97 %     |
|       | Renata Isopo                    | Indépendant    | +00203,   | 0,37 %     |
| Total | Total                           | Total          | 55 169    | 100 %      |